# Ervin Zukanović
Ervin Zukanović (Szarajevó, Jugoszlávia, 1987. február 11. –) bosznia-hercegovinai labdarúgó, az olasz Sampdoria hátvédje.

## Pályafutása

### A válogatottban
2012. október 16-án mutatkozott be világbajnoki selejtezőn a bosznia-hercegovinai válogatottban a Litvánia elleni 3–0-s győzelem során.  A 2014-es világbajnokság előtt bekerült a válogatott keretébe, de vízumproblémák miatt nem tudott csatlakozni a csapathoz.

### Edzőként
2024 augusztusában kinevezték a Čelik Zenica segédedzőjének.

## Statisztika

### A válogatottban
| Válogatott          | Év       | Mérk. | Gólok |
| ------------------- | -------- | ----- | ----- |
| Bosznia-Hercegovina |          |       |       |
| 2012                | 2        | 0     |       |
| 2013                | 4        | 0     |       |
| 2014                | 0        | 0     |       |
| 2015                | 6        | 0     |       |
| 2016                | 6        | 0     |       |
| 2017                | 5        | 0     |       |
| 2018                | 9        | 0     |       |
| 2019                | 6        | 0     |       |
| Összesen            | Összesen | 38    | 0     |